# Cumiana
Cumiana (en français Cumiane) est une commune italienne d'environ 7 900 habitants, située dans la ville métropolitaine de Turin, dans la région Piémont, dans le nord-ouest de l'Italie.

## Histoire
- Anne Charlotte de Cumiane (en) (en italien, Anna Carlotta Teresa Cannalis de Cumiana), veuve Novarina de San Sebastiano, est connue pour avoir été l'épouse morganatique de Victor-Amédée II de Savoie. Elle a ensuite reçu le titre de marquise de Spigno.

## Administration
| Période                                  | Période  | Identité         | Étiquette       | Qualité |
| ---------------------------------------- | -------- | ---------------- | --------------- | ------- |
| 30 mai 2006                              | En cours | Roberto Costelli | Centro-Sinistra |         |
| Les données manquantes sont à compléter. |          |                  |                 |         |

### Communes limitrophes
Cumiana est située à 13 km au Nord de Pignerol, près de la rive droite de la Cisola. Les autres communes limitrophes sont Giaveno, Trana, Piossasco, Pinasca, Volvera, Frossasco, Cantalupa, Airasca et Piscina.

## Démographie
Selon le Grand dictionnaire universel du XIXe siècle, la commune comptait 5 685 habitants en 1869.

## Jumelages
- San Guillermo (Argentine)
- Erlangen (Allemagne)
- St Jean de Bournay (France)